# Csömör
Csömör (vyslovováno [čemer], slovensky Čemer, německy Tschemer) je velká obec v Maďarsku v župě Pest, spadající pod okres Gödöllő. Bezprostředně sousedí s Budapeští. V roce 2015 zde žilo 9 253 obyvatel. Dle údajů z roku 2011 tvoří 86,5 % obyvatelstva Maďaři, 2,3 % Němci, 2 % Slováci, 0,5 % Rumuni, 0,2 % Romové a 0,2 % Poláci.
Blízko Csömöru se stýkají dálnice M0 a M3. Tato obec sousedí s městem Kistarcsa a nagyközségem Mogyoród.